# Fangatau (comuna)
Fangatau é uma comuna da Polinésia Francesa, no arquipélago de Tuamotu. Estende-se por uma área de 14,25 km², com 252 habitantes, segundo os censos de 2007, com uma densidade de 18 hab/km².